# Léo Margue
Pour les articles homonymes, voir Margue.
Léo Margue, né en 1990, est un saxophoniste, pianiste et chef d'orchestre français.

## Biographie
Léo Margue apprend d'abord le saxophone puis le piano. Il fait ensuite des études de direction avec Philippe Cambreling. En 2013, il intègre le Conservatoire national supérieur de musique et de danse de Paris, où il suit la classe d'Alain Altinoglu. Il devient chef assistant auprès de Matthias Pintscher au sein de l'Ensemble intercontemporain de 2019 à 2021. En mars 2022, il devient directeur artistique de l'Ensemble 2e2m. En 2024, il est nommé aux Victoires de la musique classique dans la catégorie Révélation chef d'orchestre.